# Rudolf Belin
Rudolf Belin (Zagabria, 4 novembre 1942) è un ex calciatore e allenatore di calcio jugoslavo, di ruolo centrocampista.

## Palmarès

### Giocatore

#### Competizioni nazionali
- Coppa di Jugoslavia: 4

Dinamo Zagabria: 1960, 1963, 1965, 1969
- Coppa del Belgio: 1

Beerschot: 1970-1971

#### Competizioni internazionali
- Coppa delle Fiere: 1

Dinamo Zagabria: 1966-1967

### Allenatore

#### Competizioni nazionali
- Coppa di Jugoslavia: 1

Dinamo Zagabria: 1983

#### Competizioni internazionali
- Coppa dei Balcani per club: 1

Dinamo Zagabria: 1977